# Louis King
Louis King, in jungen Jahren Lewis King (* 28. Juni 1898 in Christiansburg (Virginia), Vereinigte Staaten; † 7. September 1962 in Los Angeles ebenda) war ein US-amerikanischer Stummfilmschauspieler und Filmregisseur.

## Leben
Der jüngere Bruder des Filmregisseurs Henry King hatte zu Beginn des Ersten Weltkriegs kurzzeitig die University of Virginia besucht, ehe er im Jahre 1917 seine filmische Laufbahn als Schauspieler begann. Nach zehn Jahren vor der Kamera – King spielte oft hartgesottene Typen oder Trunkenbolde – wechselte er noch zu Stummfilmzeiten zur Regie. Zunächst drehte Louis King billige B-Pictures, überwiegend Western, später auch Serienprodukte um Charlie Chan und Bulldog Drummond oder exotische Abenteuergeschichten und Kriegsdramen. 1955 beendete er seine Kinolaufbahn und fand noch bis 1960 Beschäftigung beim Serienfernsehen. Anders als sein älterer Bruder konnte sich Louis King zu keiner Zeit in die A-Riege von Hollywoods Regiegarde hocharbeiten.

## Filmografie
als Schauspieler
- 1917: The Secret of Black Mountain
- 1919: The Forbidden Room
- 1921: Singing River
- 1921: Ever Since Eve
- 1921: Die Sintflut (The Sin Flood)
- 1923: Main Street
- 1923: The Printer’s Devil
- 1925: The Devil’s Cargo
- 1929: Mexicalo Rose
- 1930: The Way of All Men

als Regisseur
- 1927: The Boy Rider
- 1927: The Slingshot Kid
- 1928: The Pinto Kid
- 1928: Young Whirlwind
- 1928: Orphan of the Sage
- 1929: Pals of the Prairie
- 1930: The Lone Rider
- 1930: Shadow Ranch
- 1930: Desert Vengeance
- 1931: Border Law
- 1931: The Deceiver
- 1931: Police Court
- 1932: Die Sklavin der schwarzen Geier (Robbers’ Roost)
- 1932: Fame Street
- 1932: Drifting Souls
- 1933: Der Mörder aus der Mexico-Bar (Life in the Raw)
- 1934: Mörder in Trinidad (Murder in Trinidad)
- 1934: Abenteuer in Borneo (Pursued)
- 1935: Das Geheimnis der Mumie (Charlie Chan in Egypt)
- 1935: Angelita
- 1935: Road Gang
- 1936: Special Investigator
- 1936: Bengal Tiger
- 1936: Melody for Two
- 1937: Wild Money
- 1937: Bulldog Drummond Comes Back
- 1937: Scotland Yard greift ein (Bulldog Drummond's Revenge)
- 1938: Hunted Men
- 1938: Prison Farm
- 1938: Scotland Yard auf falscher Spur (Bulldog Drummond in Africa)
- 1939: Undercover Doctor
- 1940: Die Hölle der Südsee (Typhoon)
- 1940: The Way of All Flesh
- 1940: Seventeen
- 1941: Moon Over Burma
- 1942: Young America
- 1943: Chetniks
- 1943: Ladies of Washington
- 1945: Thunderhead – der vierbeinige Teufel (Thunderhead, Son of Flicka)
- 1946: Smoky, König der Prärie (Smoky)
- 1947: Green Grass of Wyoming
- 1949: Sand
- 1949: Mrs. Mike
- 1950: Revolverlady (Frenchie)
- 1952: Der König der Wildnis (The Lion and the Horse)
- 1952: Der neue Sheriff (Powder River)
- 1953: Jagdstaffel z.b.V. (Sabre Jet)
- 1954: Blut im Schnee (Dangerous Mission)
- 1955: Patrouille des Todes (Massacre)
- 1957: Rauchende Colts (Gunsmoke, Fernsehserie, 2 Folgen)
- 1958: Adventures of Wild Bill Hickok (Fernsehserie)
- 1960: Der Texaner (The Texan, Fernsehserie, 1 Folge)
- 1960: Disney-Land: The Swamp Fox (Fernsehreihe, 3 Folgen)
- 1960: Der zweite Mann (The Deputy, Fernsehserie)